# Apanteles medioexcavatus
Apanteles medioexcavatus är en stekelart som beskrevs av Granger 1949. Apanteles medioexcavatus ingår i släktet Apanteles och familjen bracksteklar. Inga underarter finns listade i Catalogue of Life.